# The Goat Man
The Goat Man (tradotto in italiano L'uomo Capra) conosciuto anche come One the Beach o Getting His Goat, è un cortometraggio pornografico muto del 1923, diretto da Ray Craig e prodotto dalla Novelty Art Productions. 
Il cortometraggio è presente nel film raccolta A History of the Blue Movie diretto da Alex de Renzy nel 1970, dove sono presenti molte opere vintage di genere.

## Trama
Anthony Browning è un giovane sognatore spensierato che passe le sue giornate in spiaggia, desideroso di incontrare fate e sirene. Un giorno tre ragazze decidono di fare il bagno completamente nude, approfittando del fatto che la spiaggia sia isolata inconsapevoli della presenza di Anthony, che si accorge delle giovani donne scorgendo lo sguardo attraverso il buco della staccionata. 
Il giovane decide così di rubare i loro vestiti intimando alle ragazze che avranno indietro i loro indumenti in cambio di un "servizio", offrendo loro dapprima dieci dollari e successivamente venticinque, tuttavia le donne rifiutano il vile ricatto. A quel punto, il giovane alza la posta in gioco e si accorda per cinquanta dollari, a patto che tutto sia svolto dal foro della staccionata. Nel frattempo le ragazze scorgono la presenza di una capra legata nella zona.  
Dopo aver consegnato il denaro e palpeggiato i genitali di una delle donne attraverso il buco dello steccato, Anthony scorge il suo membro in attesa dell'atto. A quel punto, le ragazze prendono la capra e appoggiano il retto dell'animale nel foro della staccionata, dove il giovane si diletta in un rapporto anale ignaro della situazione. Al termine della copulazione Anthony è soddisfatto e ringrazia le ragazze.
Ogni mese regolarmente il ragazzo ritorna sul posto sognando di avere nuovamente rapporti sessuali con le tre, che si ripresentano per ingannare una seconda volta quest'ultimo. Fingendosi in dolce attesa (simulando la pancia con un cuscino) infatti, le giovani donne convincono Anthony che sia il padre per spillare altri soldi al mal capitato che, frastornato dalla situazione, cade nel tranello. 
A quel punto le ragazze si allontanano non prima di gettare il cuscino addosso al ragazzo mentre mostrano i loro sederi e scorgendo l'imbroglio. Il cortometraggio termina con Anthony che si getta a terra afflitto dall'inganno.

## Produzione

### Cast
Il ruolo di Anthony Browning viene accomunato all'attore statunitense Creighton Hale, tuttavia questo accostamento risulterebbe errato (quest'ultimo infatti, non è menzionato neanche nei titoli dell'opera). Tale credenza popolare è stata alimentata negli anni dal libro Hollywood Babylon scritto da Kenneth Anger, in cui sostiene che l'attore in questione protagonista di The Goat Man fosse Hale.